# Dannemois
Dannemois là một xã ở tỉnh Essonne thuộc vùng Île-de-France miền bắc nước Pháp.
Theo điều tra dân số năm 1999, dân số xã này là 679 người. Ước tính dân số năm 2006 là 812.
Danh xưng cư dân địa phương Dannemois trong tiếng Pháp là Huisonnais-Longuevillois.

## Famous persons
- Claude François, French singer, had a home in Dannemois.